# Хьёме
Хьёме (норв. Tjøme) — коммуна в губернии (фюльке) Вестфолл в историческом регионе Норвегии — Эстландете. Административный центр коммуны — одноимённая деревня. С 2008 года глава администрации — Бенте Клеппе Бьерке (Bente Kleppe Bjerke) от Норвежской рабочей партии. Статус коммуны имеет с 1 января 1838 года.

## История

### Название
На древнеисландском языке остров назывался Хьюма (др.-сканд. Tjúma). Это название предположительно очень древнее и его точное значение неизвестно. По одной версии оно происходит от др.-сканд. taumr — канат, трос; что, возможно, связано с вытянутой формой острова. До 1918 года коммуна и остров назывались Хьёмё (исл. Tjømø).

### Герб
Герб коммуны относительно молодой, был утверждён в 1989 году. На синем фоне изображены три стилизованные уключины, что символизирует исторически рыбацкий образ жизни местных жителей. Похожие гербы с уключинами можно увидеть у коммун Фоснес и Радёй.

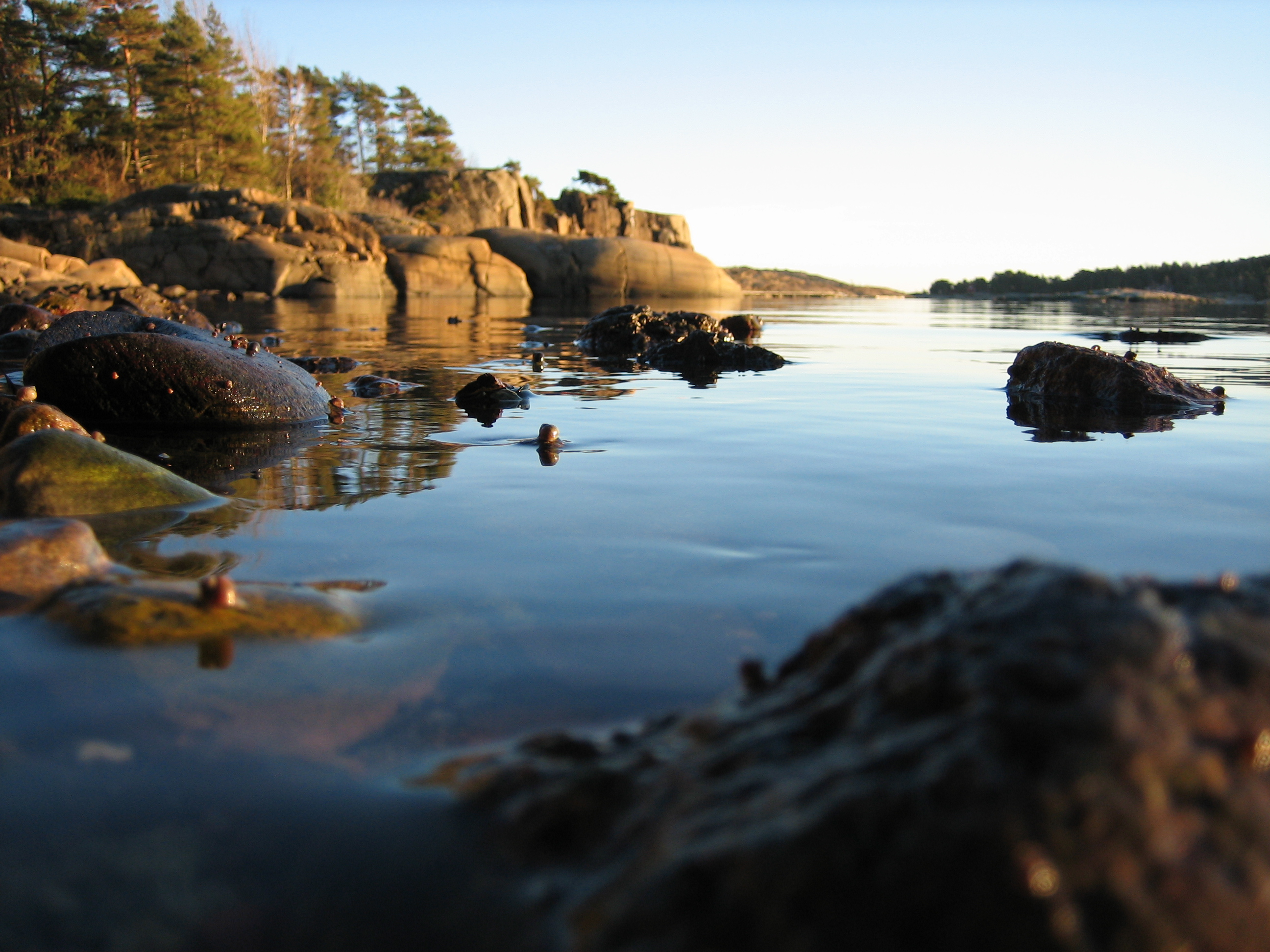
Хьёме

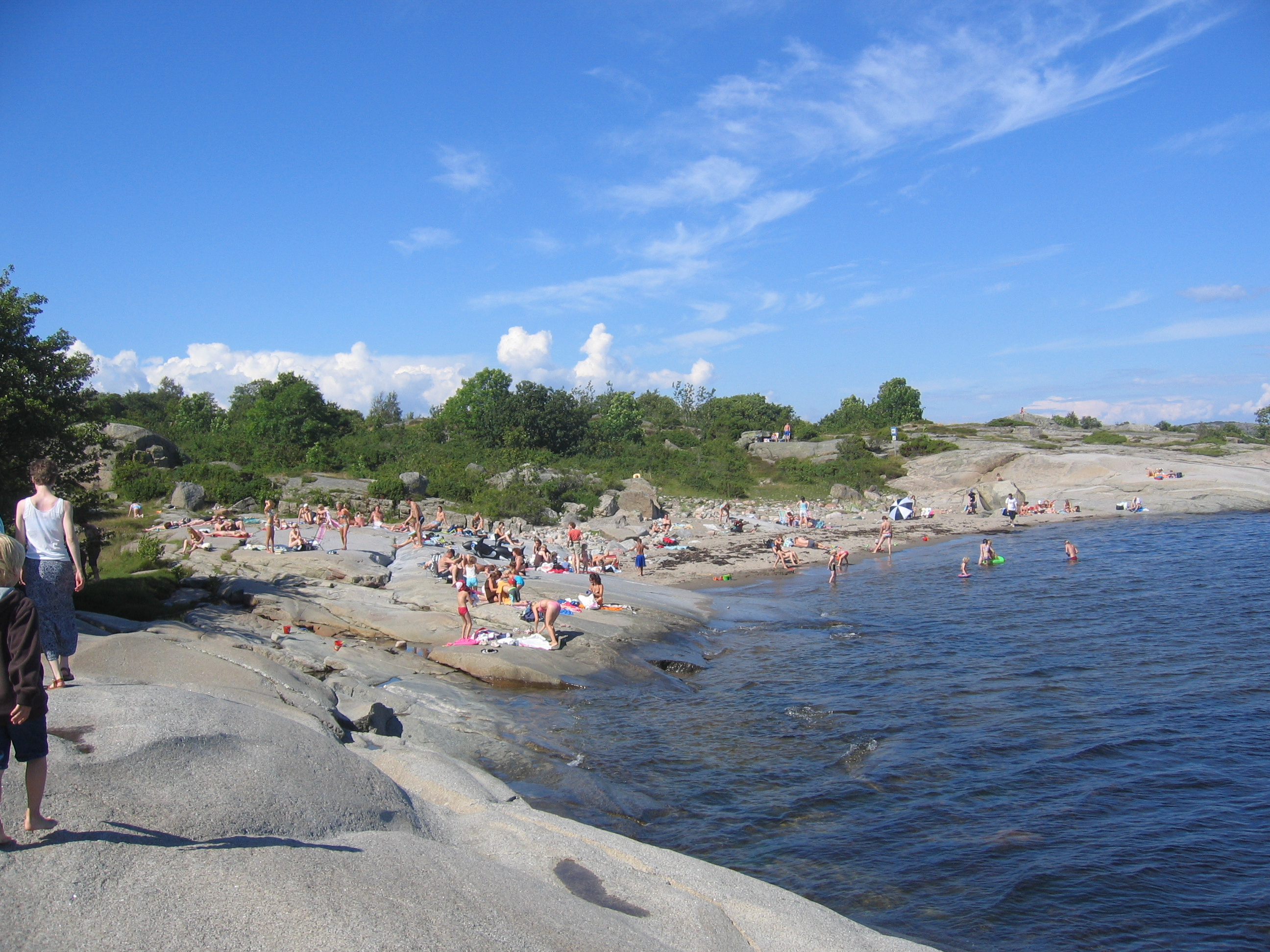
каменистый пляж Хьёме

## География
Коммуна Хьёме, расположенная на юго-востоке страны, граничит с коммуной Саннефьорд на западе, с коммуной Нёттерёй на севере и с Осло-фьордом на востоке.
Коммуна состоит из трёх вытянутых с севера на юг главных островов: Хьёме (12 км, 24,5 км²), Брётсё(1,9 км²) и Вассер (3,6 км², Hvasser). Между собой острова соединены системой мостов. Кроме того, в состав Хьёме входят 475 более мелких островов без постоянного населения. Например, остров Саннёй (1,1 км²) и группа островов с летними домиками — Худё. На самом юге коммуны лежат острова Тристейн (самая южная точка Трёме и Осло-фьорда) с расположенным на одном из них маяком Фердер-фюр.

## Туризм
Постоянных жителей на островах немногим больше 4600 человек, но во время летних месяцев население увеличивается до 40000 человек за счёт многочисленных туристов и отпускников, в основном из окрестностей близлежащего Осло, облюбовавших острова для летнего отдыха. В их число входит и норвежская Королевская семья, у которой есть дачная резиденция на островах. Туристов привлекает тёплое солнечное лето и многочисленные спортивные водные соревнования, проходящие тут летом. Одно из прозвищ Хьёме — Соммерёйа (Sommerøya — «летний остров»).
Южное окончание острова Хьёме, известное в Норвегии под названием Верденс-Энне (Verdens Ende, дословно — край Земли, конец мира), тоже привлекает туристов. И хотя всем понятно, что это не настоящий край Земли, когда стоишь там и смотришь в бескрайний океан, можно действительно забыть про географию и представить, что там дальше ничего нет.
Кроме того, Хьёме — замечательное место для пешего туризма. Хотя размеры острова не очень велики, здесь можно круглый год наслаждаться приморскими пейзажами.

## Статистика
По данным норвежских властей, по количеству жителей (4663 человек) Хьёме занимает 212 место среди муниципалитетов страны, по размеру — 423 место. За период с 1997 года по 2007 год население коммуны выросло на 13,1 %. Общая площадь коммуны — 39 км², плотность населения около 117 чел/км², летом — до 1000 чел/км² за счёт туристов.